# خوزه فرانسیسکو مولینا
خوزه فرانسیسکو مولینا خیمه نز (انگلیسی: José Francisco Molina Jiménez؛ زادهٔ ۸ اوت ۱۹۷۰) یک بازیکن فوتبال اهل اسپانیا است.
وی همچنین در تیم ملی فوتبال اسپانیا بازی کرده‌است.